# Ville nouvelle de Nanhui
La ville nouvelle de Nanhui est une division administrative située dans le Sud-est de la Shanghai. La zone a été développée à partir des années 2000 en même temps que le port de Yangshan voisin. Elle a depuis 2012 le statut bourg rattaché au district de Pudong. Lingang est un centre universitaire.
Le nom de Nanhui reprend celui de l'ancien district de Nanhui, bien plus étendu, qui a été rattaché au district de Pudong en 2009. 

## Histoire
Le projet est lancé au début des années 2000 sous le nom de Lingang (« face au port »), en référence au port en haut profonde de Yangshan en développement. Le projet est confié à l'agence hambourgeoise  Gerkan, Marg und Partner. Construite en grande partie sur des terres gagnées sur la mer, elle est organisée autour du vaste lac artificiel circulaire, le lac Dishui.
Nanhui est reliée depuis 2013 au centre de Shanghai par la ligne 16 du métro.

## Patrimoine
- Musée d'astronomie de Shanghai